# Monestir de Trei Ierarhi
El Monestir de Trei Ierarhi (en romanès Mănăstirea Trei Ierarhi) és un monestir del segle XVII situat a Iaşi (Romania). El monestir figura al Registre Nacional de Monuments Històrics i s'inclou a la llista provisional dels llocs del Patrimoni Mundial de la UNESCO.

## Història

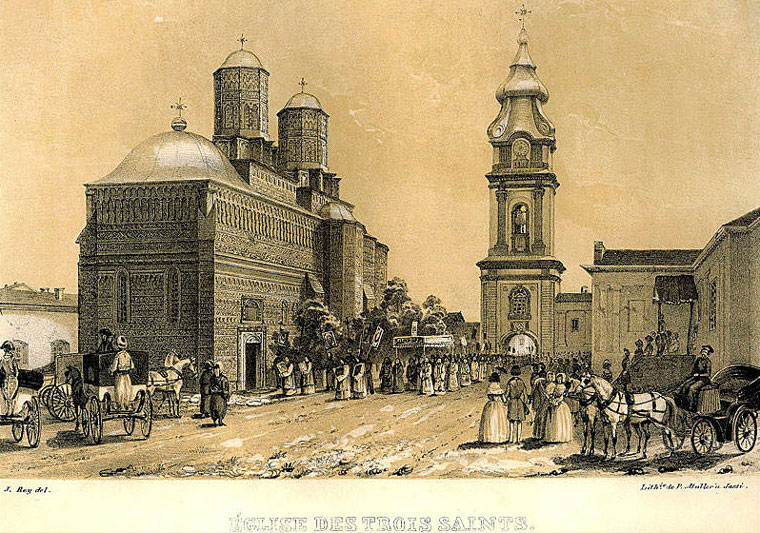
Església i torre de Trei Ierarhi el 1845

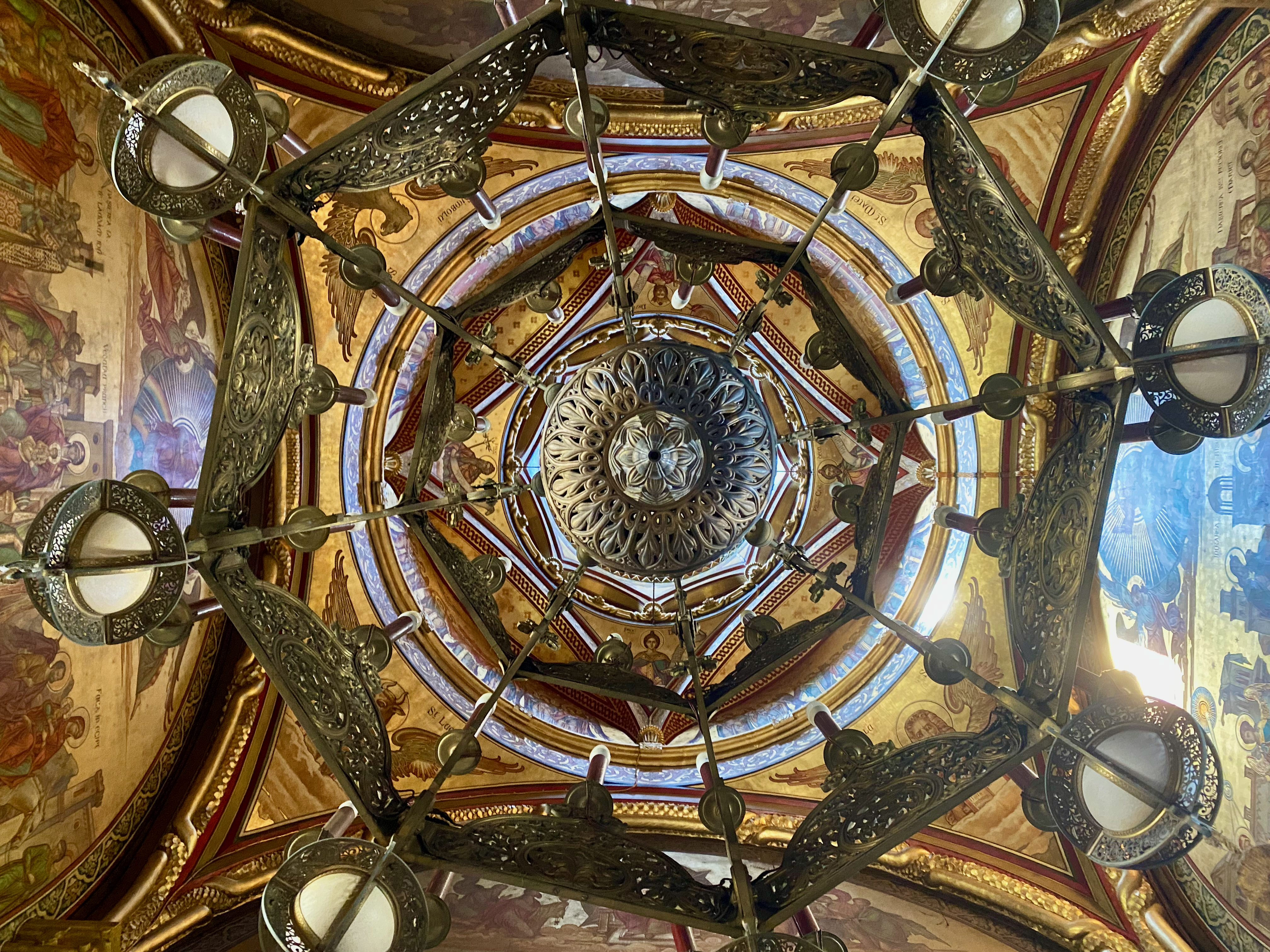
Interior

L'església es va erigir entre el 1637 i el 1639, a la capital moldava, en honor dels Tres Sants Jerarques de l'Ortodòxia Oriental (Basili de Cesarea, Gregori de Nazianz i Joan Crisòstom), i va ser beneïda pel bisbe Varlaam. El 1640, el príncep Vasile Lupu, el reconegut defensor de l'Església Ortodoxa, va establir aquí la primera impremta de Moldàvia i el Vasilian College, un institut d'ensenyament superior. El 1643 es publicà a Iași el primer volum imprès a Moldàvia. Vasile Lupu va dedicar l'església Trei Ierarhi als 20 monestirs del mont Athos.
Diverses figures reials romaneses estan enterrades a l'interior de l'església: Tudosca (la primera esposa de Vasile Lupu) i Ștefan Vodă, el seu fill; el príncep i erudit Dimitrie Cantemir (1673-1723); i Alexandru Ioan Cuza, el primer governant dels principats romanesos units (1859-1866).

## Característiques arquitectòniques

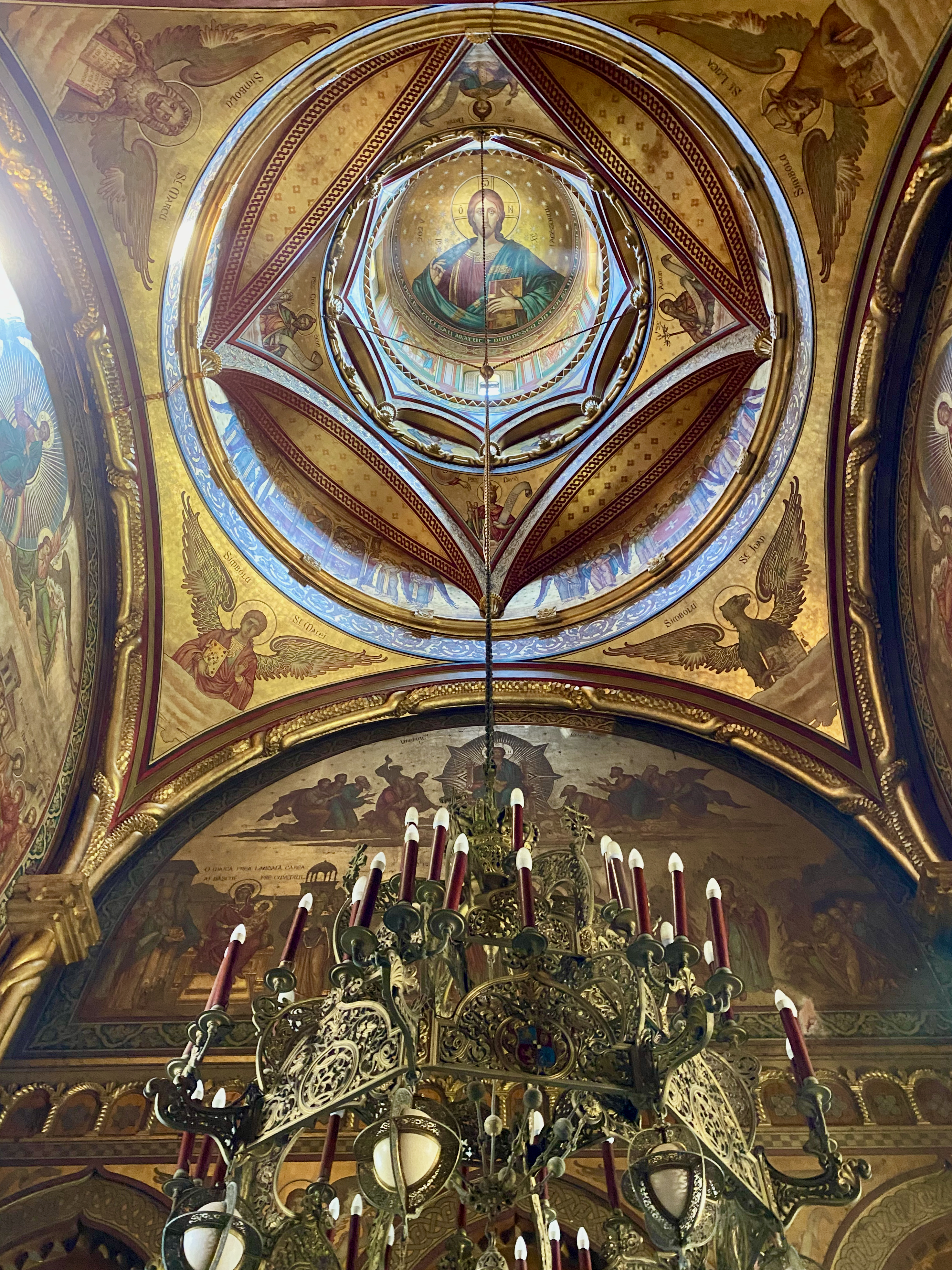
Cúpula

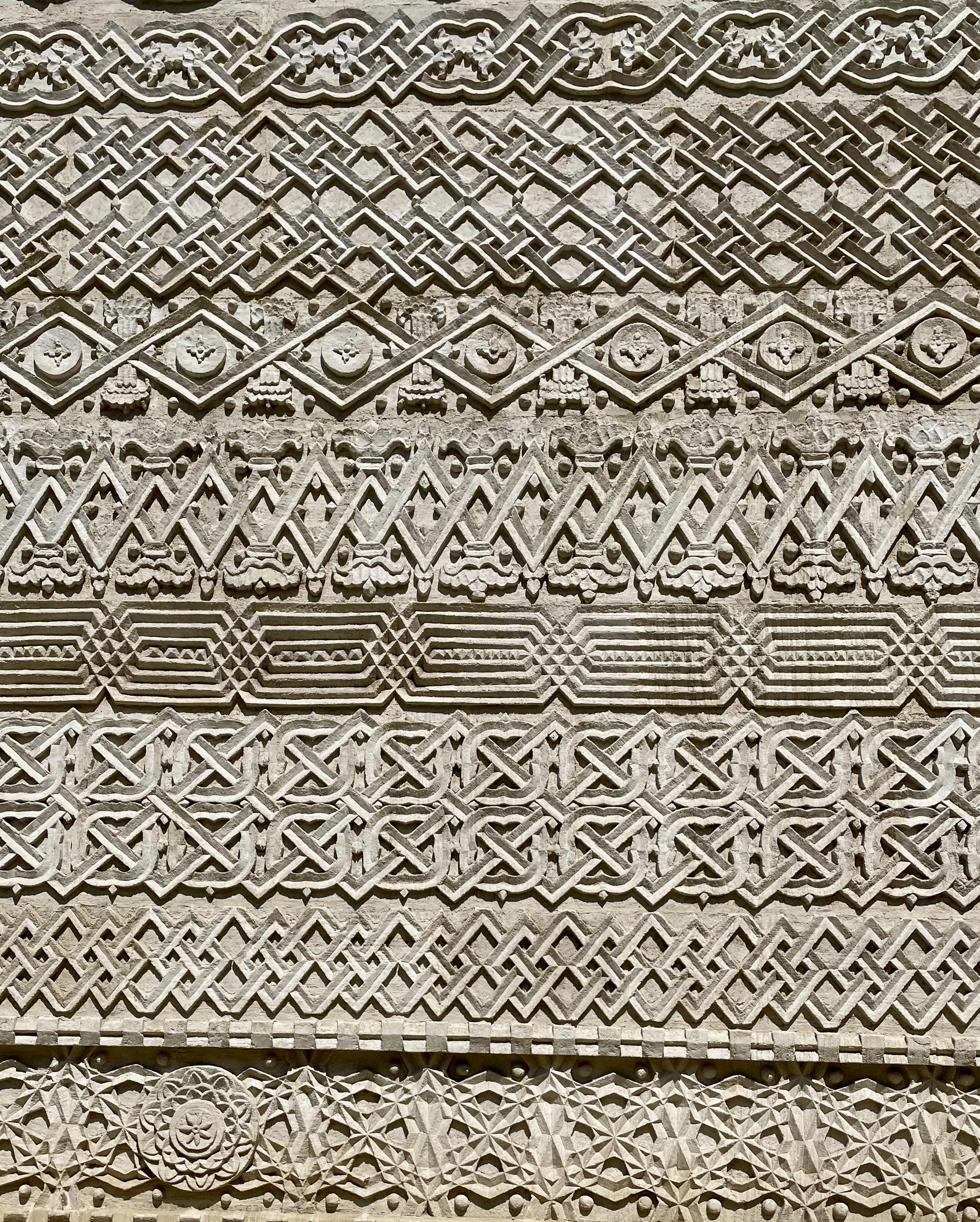
Detall de les sanefes dels murs exteriors

L'església es va fer famosa per l'extraordinari mosaic de pedra que adorna les façanes. Es poden comptar més de 30 patrons de motius decoratius que no es repeteixen. Els elements arquitectònics occidentals (gòtic i renaixentista) es combinen amb l'estil oriental, d'inspiració armenia (Khatxkar), georgiana, persa, àrab o otomana, en una concepció totalment audaç, el resultat de la qual és un conjunt harmoniós. El paisatge efusiu fa que l'església s'assembli a un santuari de proporcions arquitectòniques, especialment concebut per protegir les relíquies de la Sfanta Cuvioasa Parascheva (1641). Després de la restauració de 1882, es va desbrossar el fresc original, per bé que alguns fragments encara es conserven al museu del monestir.
A prop de l'església es troba el Saló Gòtic, que alberga un museu d'art religiós. Hi guarda, entre altres coses, objectes relacionats amb la història del monestir. A la torre de la porta (que avui ja no existeix), que servia de campanar d'espadanya, Vasile Lupu havia instal·lat un enorme horòleg, el primer rellotge d'ús públic dels principats romanesos (1654). Durant la restauració de 1882, tot el mecanisme va ser desmuntat i transportat a França, on va romandre.